# 新哈萊希納

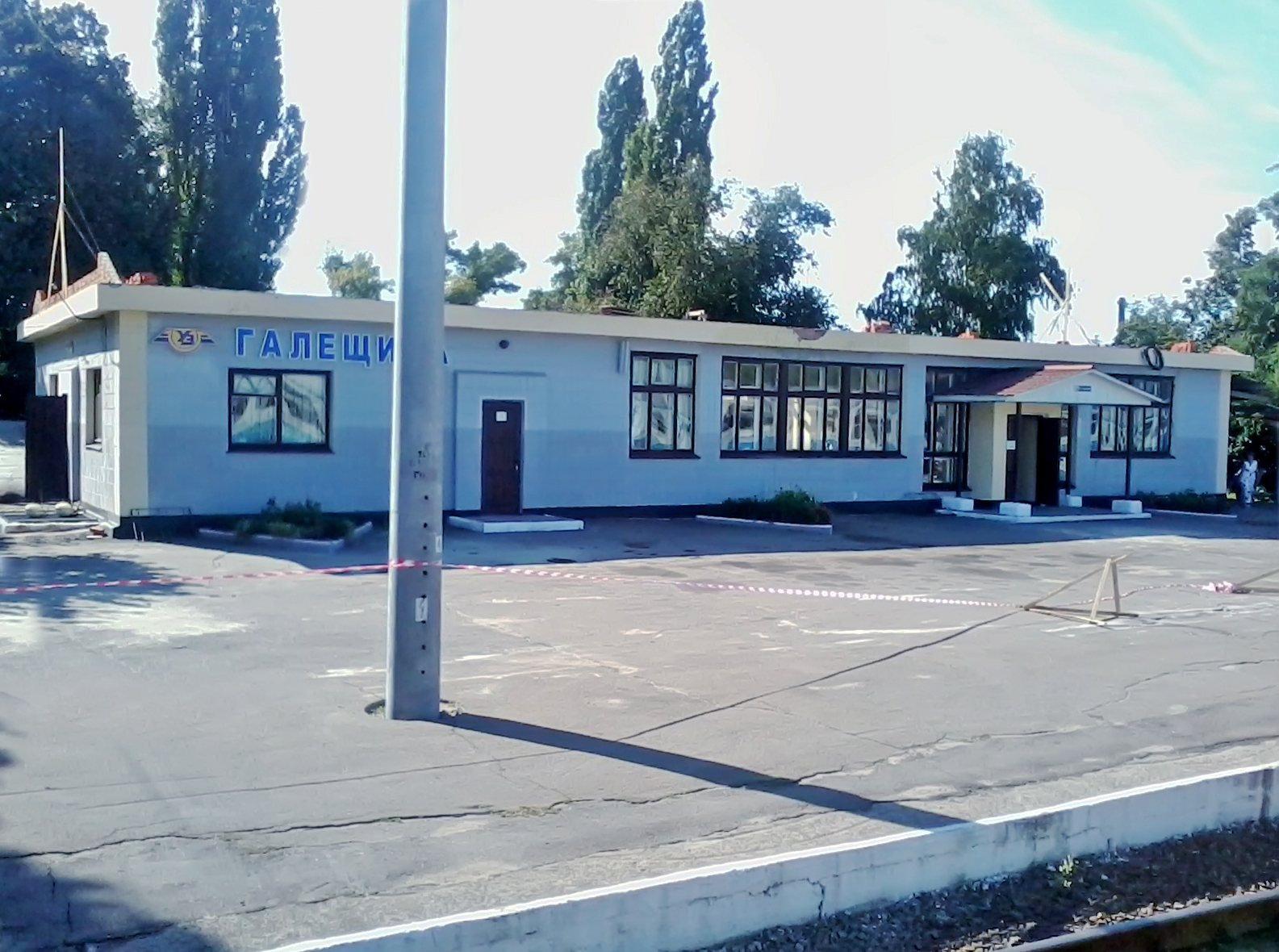
火车站

49°10′7″N 33°45′18″E / 49.16861°N 33.75500°E
新哈莱希納（烏克蘭語：Нова Галещина），是烏克蘭中部波爾塔瓦州克雷门丘克区新哈莱希纳市镇内的市級鎮及其行政中心。分別距離克列緬丘格32公里和科澤利希納10公里，面積2平方公里，2014年人口2,289，人口密度每平方公里1,145人。